# Ein Land, zwei Systeme
Ein Land, zwei Systeme (chinesisch 一國兩制 / 一国两制, Pinyin Yì guó liǎng zhì, Jyutping Jat1 gwok3 loeng5 zai3, englisch One country, two systems) ist ein verfassungsmäßiges Prinzip, das von Deng Xiaoping, dem ehemaligen Führer der Volksrepublik China, für die Eingliederung von Hongkong und Macau in den frühen 1980er Jahren formuliert wurde. Deng legte nahe, dass es nur ein China geben solle, verschiedene chinesische Regionen (dazu zählte er auch Taiwan) jedoch ihre eigenen, kapitalistischen und vom Westen als demokratisch angesehene Systeme beibehalten können, während im Rest Chinas weiter das sozialistische System herrscht.
Für die beiden, zuvor britischen und portugiesischen, Kolonien Hongkong und Macau wurde als Bedingung der Rückgabe im Jahre 1997 beziehungsweise 1999 entsprechend vertraglich vereinbart, dass die dort geltenden, liberalen Systeme weitere 50 Jahre beibehalten werden. Über die Jahre missachtete die Kommunistische Partei diese verbindliche Vereinbarung jedoch zunehmend. Spätestens mit dem Chinesischen Sicherheitsgesetz für Hongkong von 2020 halten Beobachter den Grundsatz ein Land, zwei Systeme für faktisch aufgehoben.

## Geschichte
Hongkong war von 1841 bis 1997 eine Kronkolonie des Vereinigten Königreichs. Deng Xiaoping, der von 1979 bis 1997 regierte, schlug bei den Verhandlungen über dessen Wiedervereinigung mit China der britischen Premierministerin Margaret Thatcher vor, das Prinzip ein Land, zwei Systeme in Hongkong anzuwenden, nachdem deren Pachtvertrag der New Territories (einschließlich New Kowloon) ablaufen werde. Das Gleiche wurde bei Gesprächen mit Portugal über Macau vorgeschlagen. Diese Bedingungen wurden in der chinesisch-britischen gemeinsamen Erklärung zu Hongkong und gemeinsame Erklärung über die Macau-Frage vertraglich festgehalten. Konkret wurde vereinbart, dass Hongkong sein kapitalistisches Wirtschaftssystem und seine eigene Währung (den Hongkong-Dollar), das Rechtssystem, das Gesetzgebungssystem sowie die Rechte und Freiheiten der Menschen für fünfzig Jahre (also bis 2047), als Sonderverwaltungszone von China, behalten könne.

„Das sozialistische System und die Politik [der Volksrepublik] sollen in der Sonderverwaltungszone Hongkong nicht praktiziert werden, und das bisherige kapitalistische System und die Lebensweise bleibt für 50 Jahre unverändert.“

Die Sonderverwaltungszonen von Hongkong und Macau wurden am 1. Juli 1997 beziehungsweise am 20. Dezember 1999 offiziell gegründet. Dies geschah unmittelbar, nachdem die Volksrepublik China die Souveränität über die jeweiligen Regionen übernommen hatte.

## Bedeutung

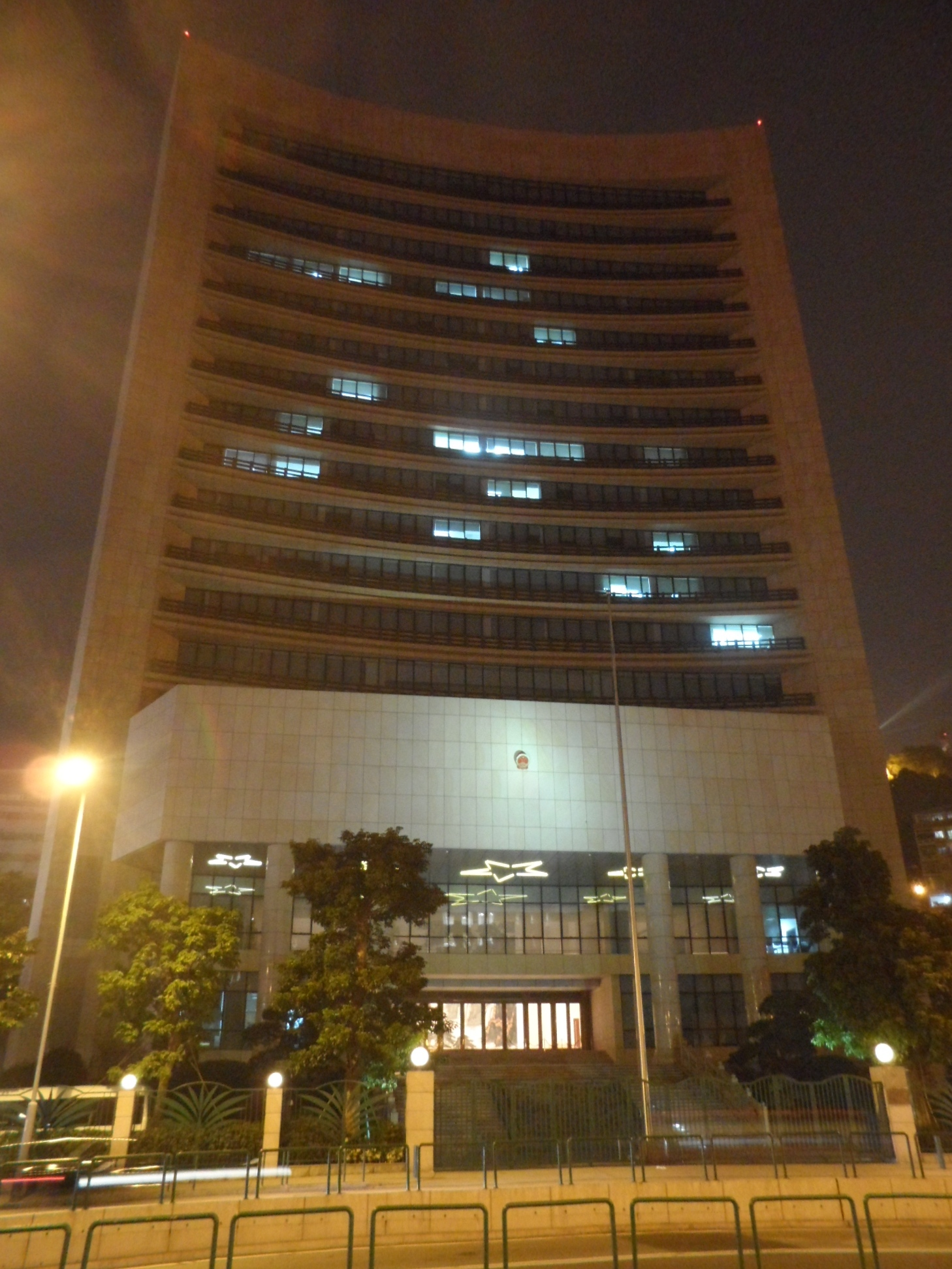
Verbindungsbüro der Zentralen Volksregierung in der Sonderverwaltungszone Macau

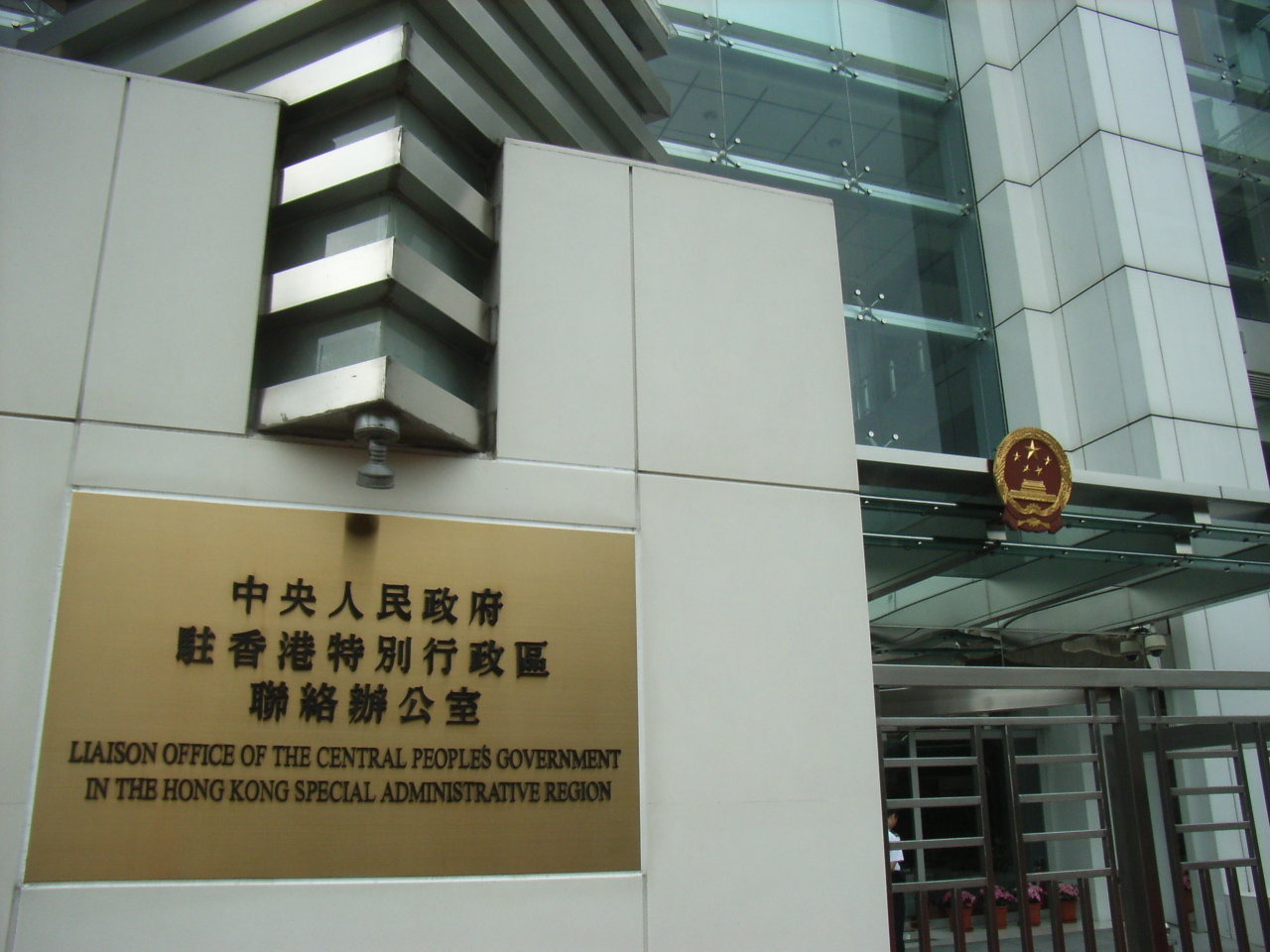
Verbindungsbüro der Zentralen Volksregierung in der Sonderverwaltungszone Hongkong

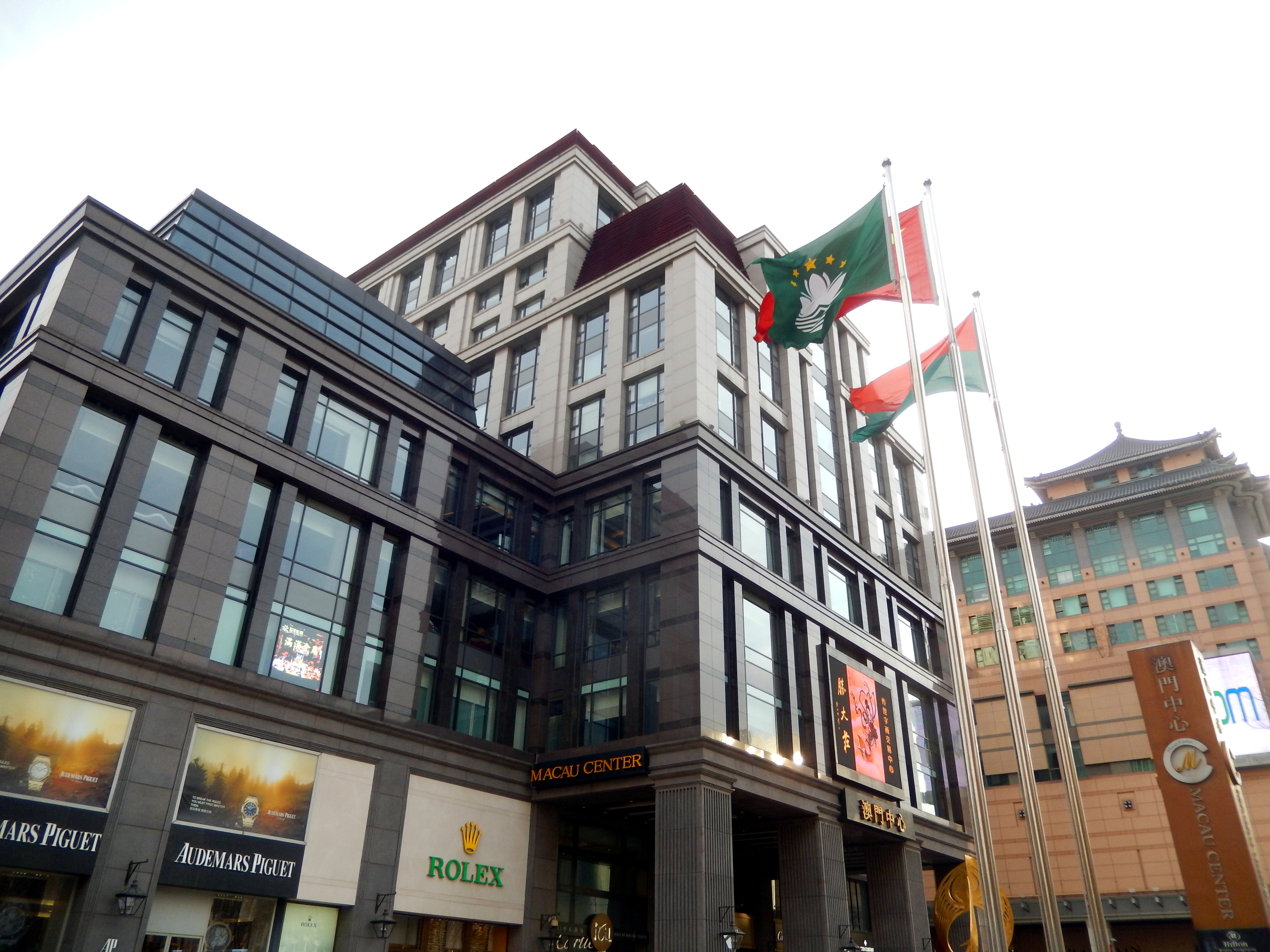
Büro der Macau-Sonderverwaltungszone in Peking

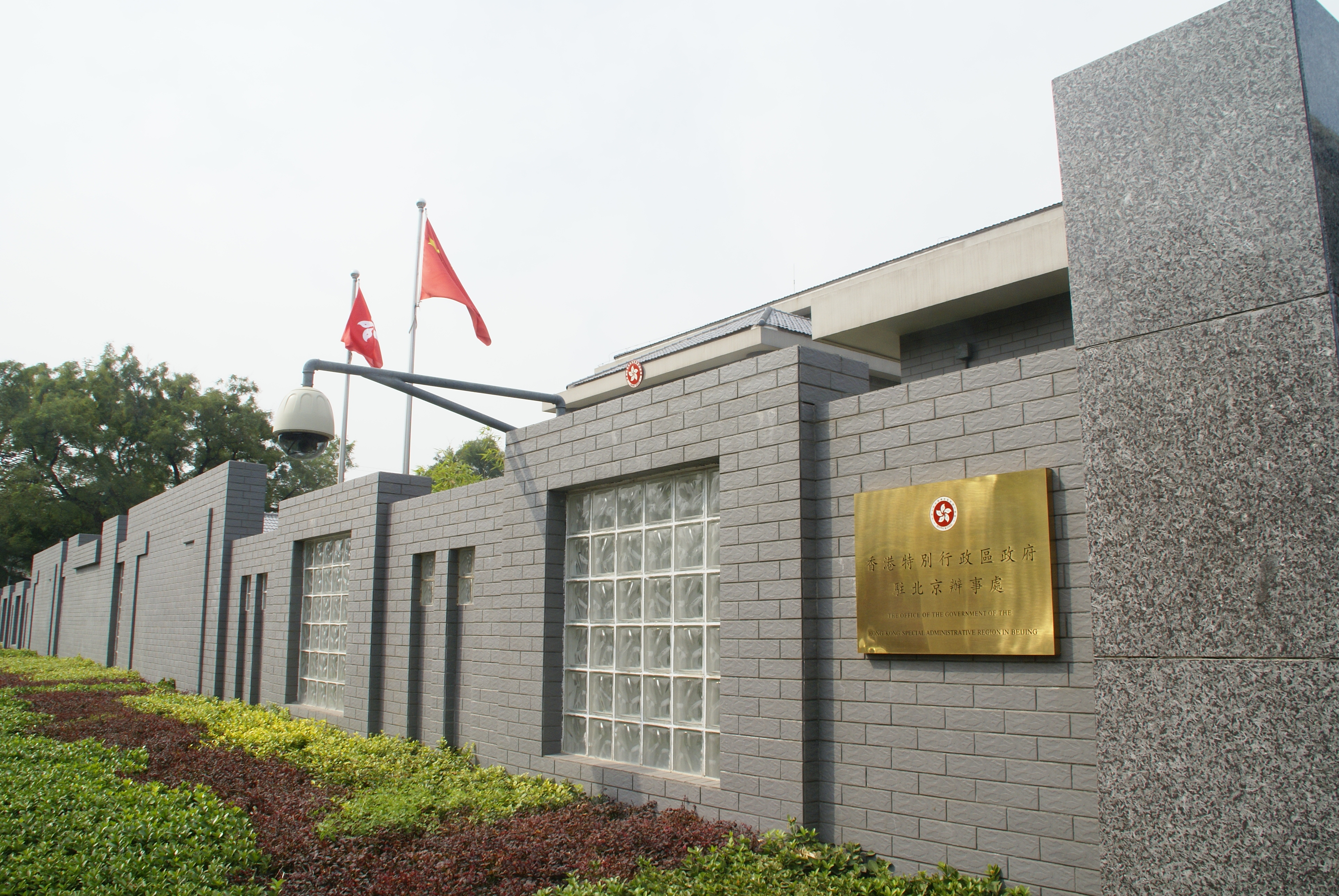
Büro der Regierung der Hongkonger Sonderverwaltungszone in Peking

Unter ihren jeweiligen Grundgesetzen haben die Sonderverwaltungszonen ein hohes Maß an Autonomie. Sie sind dementsprechend selbst verantwortlich für ihre innenpolitischen Angelegenheiten, einschließlich Einwanderungs-, Bildungs-, Kultur-, Sport-, Sozial-, Zoll- und Währungspolitik. Der chinesische Renminbi ist kein gesetzliches Zahlungsmittel in Hongkong, ebenso wird der Hongkong-Dollar in chinesischen Geschäften nicht akzeptiert.
Es ist ein Visum erforderlich, wenn die Grenzen zwischen Hongkong / Macau und China überschritten werden. Die Menschen in Hongkong haben in der Regel Reisepässe der Sonderverwaltungszone, anstatt chinesische Pässe. Eine Besonderheit sind die British Nationals Overseas, die weiterhin einen britischen Pass besitzen.
Die offiziellen Sprachen in Hongkong sind Kantonesisch und das Hongkong-Englisch, während Mandarin die offizielle Sprache Chinas ist. In Macau ist auch Portugiesisch Amtssprache. Hongkong verwendet zudem weiterhin das englische Common Law und Macau das portugiesische Zivilrechtssystem.
Hongkong und Macau treten darüber hinaus auch in vielen internationalen Umgebungen (z. B. der Welthandelsorganisation und den Olympischen Spielen) als eigene Entität und nicht als Teil von China auf. Hongkong gehört auch zu den Mitgliedsländern der Asiatisch-Pazifische Wirtschaftsgemeinschaft (APEC). Diplomatische Beziehungen und die Verteidigung liegen jedoch in der Zuständigkeit der chinesischen Zentralregierung.
Anders als die Verfassung der Volksrepublik China, garantiert das Grundgesetz Hongkongs einen Schutz der grundlegenden Menschenrechten und Freiheiten. Der Internationale Pakt über bürgerliche und politische Rechte, der internationale Pakt über wirtschaftliche, soziale und kulturelle Rechte und das internationale Arbeitsabkommen sind nach Artikel 39 des Grundgesetzes Hongkongs und der Hongkonger Bill of Rights Ordinance Teil der Verfassung.
Der Staatsrat der Volksrepublik China unterhält durch Verbindungsbüros Beziehungen zu den Regionalregierungen aufrecht. Mittlerweile greift sie aber auch aktiv in deren Politik ein.

## Untergrabung des Prinzips durch China
Seit Jahren wird der Kommunistischen Partei vorgeworfen, das Prinzip ein Land, zwei Systeme zu unterlaufen.
Obwohl Peking bei der Wiedervereinigung versprochen hatte, dass die Hongkonger Bürger ihre lokale Regierung selbstständig und frei wählen können würden, schien die Zentralregierung eine andere Vorstellung vom Konzept der „freien Wahlen“ zu haben. Denn tatsächlich konnten die Wähler nur für Kandidaten stimmen, die zuvor von Peking ausgesucht worden waren. Das pro-Demokratie-Lager wirft Peking deshalb vor, ihr Versprechen gebrochen zu haben, ihnen spätestens bis 2017 freie Wahlen zu gewähren.
Außerdem versuchte die Kommunistische Partei bereits mehrfach, das Hongkonger Grundgesetz zu ändern, um noch mehr Einfluss zu bekommen. So veröffentlichte Peking am 10. Juni 2014 ein neues Gesetzesvorhaben, mit dem es seine Befugnis über das Gebiet ausweiten würde. Dies entzündete Kritik vieler Menschen in Hongkong.
Während der nachfolgenden Proteste in Hongkong 2014 entstand die Regenschirm-Bewegung, bei denen insbesondere Studenten mehr politische Freiheiten und Demokratie forderten sowie gegen die zunehmende zentralchinesische Einflussnahme demonstrierten. Die Teilnehmer forderten diesbezüglich besonders ein Mitspracherecht bei der Ernennung des Regierungschefs von Hongkong.
Die Bewegung wurde von einer Gruppe namens Occupy Central with Love & Peace initiiert, die von Benny Tai angeführt wurde, ein Professor der Hongkonger Universität für Rechtswesen. Die beiden wichtigsten Protestführer waren der damals 17-jährige Joshua Wong und der 24 Jahre alte Alex Chow vom Hongkonger Studentenverband. Sie wurden später für ihr Engagement angeklagt und verurteilt.
Auch das Verschwinden von fünf Mitarbeitern des Causeway Bay Books – einem unabhängigen Verlag und Buchladen – Ende 2015 löste einen internationalen Aufschrei aus. Mindestens zwei von ihnen tauchten später in Festlandchina, einer in Thailand wieder auf. Das ungeklärte Verschwinden und die bizarren Begleitumstände erschütterte die Stadt und verursachten internationale Besorgnis über die mögliche Entführung Hongkonger Bürger durch chinesische Beamte der öffentlichen Sicherheitsbehörde. Später wurde bestätigt, dass sie mittlerweile in Festlandchina inhaftiert seien.
Am 16. Juni 2016, kurz nachdem Lam Wing-kee nach Hongkong zurückgekehrt war, gab er eine lange Pressekonferenz, in der er die Umstände und Einzelheiten seiner achtmonatigen Haft beschrieb. Lam erzählte, wie sein Geständnis und die seiner Mitarbeiter schriftlich ausgearbeitet und inszeniert worden waren. Lam deutete an, dass die zentrale Ermittlungsgruppe beteiligt gewesen sei, die unter der direkten Kontrolle der Pekinger Führung auf höchster Ebene stehe.
2019 entflammten erneut Proteste anlässlich einer geplanten Gesetzesänderung, welche die Auslieferung von politischen Gefangenen nach China sowie weitere Einflussmöglichkeiten Pekings in die inneren Angelegenheiten Hongkongs ermöglichen sollten. Bei den symbolisch wichtigen Kommunalwahlen im November 2019 konnte das Pro-Demokratie-Lager einen Erdrutschsieg gegenüber den Peking-nahen Parteien verzeichnen. Dies gilt als deutliche Bestätigung, dass auch eine große Mehrheit der Hongkonger Bevölkerung hinter den Protesten steht.
Ungeachtet dessen setzte die chinesische Zentralregierung die Reformen 2020 durch, verabschiedete ohne Beteiligung Hongkongs eine Wahlrechtsreform, durch die sichergestellt wird, dass Peking-treue Parteien immer an der Macht bleiben und beschloss ein Sicherheitsgesetz, das sowohl die Auslieferung von Gefangenen, als auch den direkten Eingriff chinesischer Sicherheitskräfte in Hongkong ermöglicht.
Internationale Beobachter, Hongkonger und Menschenrechtsorganisationen sehen das System ein Land, zwei Systeme damit als aufgehoben an.

## Taiwan
Das System ein Land, zwei Systeme wurde von der Regierung der Volksrepublik China auch für Taiwan vorgeschlagen, jedoch lehnte die Regierung der Republik China die Wiedervereinigung unter diesen Bedingungen bisher ab. Es wurde auch behauptet, dass das System ursprünglich für Taiwan entworfen worden sei, um es wieder mit der Volksrepublik China zu vereinigen.
Alle großen politischen Parteien in Taiwan, auch diejenigen, die zur Wiedervereinigung neigen, haben sich gegen den Vorschlag ausgesprochen. Einige schlugen stattdessen Ein Land, zwei Regierungen vor, das jedoch wiederum von der Volksrepublik China völlig abgelehnt wurde. Andere suggerierten, dass das „eine Land“ wenn überhaupt die Republik China anstelle der Volksrepublik sein sollte. Einer der wenigen Taiwanesen, die Ein Land, zwei Systeme öffentlich unterstützt haben, ist Li Ao, ein im Festland geborener Romanschriftsteller.
Der Rat für Festlandangelegenheiten der Republik China hat 169 Fälle angeführt, in denen die Volksrepublik China die Rechte der Menschen von Hongkong, sich selbst zu regieren, verletzt habe, und im Justizsystem sowie der Redefreiheit gravierend interveniert hätte. Auch dies wurde als warnendes Exempel wahrgenommen, nicht auf die Angebote aus Peking einzugehen.
Seit Hu Jintao am 15. November 2002 der Generalsekretär der Kommunistischen Partei Chinas wurde, hat die Volksrepublik China aufgehört, die sofortige Vereinigung via ein Land, zwei Systeme zu fördern, trotzdem blieb es die offizielle Politik. Im Rahmen des Anti-Abspaltungsgesetzes der Volksrepublik, das am 14. März 2005 verabschiedet wurde, wurde das Prinzip nicht weiter erwähnt. Stattdessen wurden militärische Drohungen gegen Sezessionsbestrebungen ausgesprochen.
Eine neue Politik der schrittweisen Wirtschaftsintegration und des politischen Austauschs wird nach dem Konsens von 1992 bevorzugt. Diese neue Politik wurde bei den Pan-Blue-Besuchen im April 2005 in Festlandchina hervorgehoben, vor allem, nachdem Ma Ying-jeou aus der Kuomintang-Partei die Präsidentenwahl in der Republik China (Taiwan) 2008 gewann. Während seines Besuchs in Peking im März 2012 schlug der ehemalige Kuomintang-Vorsitzende Wu Po-hsiung das Framework für „Ein Land, zwei Gebiete“ (一國兩區 / 一国两区,  Yì guó liǎng qū – „Ein Land, zwei Zone“) vor, um die Taiwanstraße-Beziehungen zu regieren. Während der Ansprache zum Nationalfeiertag der Republik China am 10. Oktober 2013, richtete sich Präsident Ma Ying-jeou an die Öffentlichkeit. Er erwähnte, dass die Menschen auf beiden Seiten der Taiwanstraße alle chinesischer Volkszugehörigkeit seien und dass die Beziehungen zwischen der Taiwanstraße keine internationalen Beziehungen seien.
Aufgrund des wachsenden Drucks auf die Unabhängigkeitsbestrebungen der Demokratischen Fortschrittspartei und um an der Entwicklung der Taiwanstraße in den vergangenen Jahren teilzunehmen, die von der KMT-CPC entwickelt wurde, hat die Demokratische Fortschrittspartei schließlich ihre Haltung gegenüber ihrer Taiwan-Unabhängigkeitsbewegung gelockert, als der ehemalige Vorsitzende Frank Hsieh Chang-ting vom 4. bis 8. Oktober 2012 das Festlandchina besuchte. Dies soll ein bahnbrechender Besuch von höchstem Rang in der Demokratischen Fortschrittspartei gewesen sein, obwohl Frank behauptete, dass diese Reise in privater Eigenschaft und nicht als Politiker durchgeführt wurde. Die Demokratische Fortschrittspartei hat am 21. November 2012 ihre Partei, Ausschuss für China-Angelegenheiten, gegründet und beantragte am 27. Mai 2014 das Broad-One-China-Framework (大一中,  Dà Yì Zhōng), das von dem ehemaligen Vorsitzenden Shih Ming-teh geleitet wurde.

## Vergleich zu den Vorschlägen für Tibet
Jiang Shigong (2008) stellte fest, dass das Konzept von „ein Land, zwei Systeme“ auf dem 17-Punkte-Abkommen zur friedlichen Befreiung Tibets basiert, das 1951 unterzeichnet wurde, und dass sein Mechanismus dem ähnelt, wie der Qing-Kaiser seine neuen Territorien integrierte, die er erobert hatte, indem er den örtlichen Eliten in diesen Regionen erlaubte, einige Zeit Macht zu genießen und Autonomie auszuüben, ohne anscheinend unterschiedliche lokale Bräuche zu bedrohen.
Da der Begriff nur eine „taktische und vorübergehende Vereinbarung“ war, argumentiert er, dass das Territorium von Hongkong allmählich das gleiche Schicksal wie Tibet seit 1959 erleben wird: Eine Zwangsanpassung und strikte, direkte Kontrolle durch die Zentralregierung. Im Laufe der Zeit würde die vollständige Anpassung und die Abschaffung der lokalen Autonomie in einer Art und Weise stattfinden, die „illustrativ eine ähnliche chinesische, imperialistische, expansionistische Mentalität“ darstellt.
Der Völkerrechtsexperte Eckart Klein widerspricht jedoch dem Vergleich mit dem Siebzehn-Punkte-Abkommen, weil dieses nicht in freier Selbstbestimmung getroffen wurde: „Da es sich um einen Vertrag unter Zwang handelt, ist er rechtlich ungültig.“
Der Vorschlag des 14. Dalai Lama Tenzin Gyatso im Jahr 2005, dass Tibet eine „hochrangige Autonomie“ haben sollte, entstand aus einer Position der Befürwortung der tibetischen Unabhängigkeit und wurde mit „ein Land, zwei Systeme“ verglichen. Er sagte, dass seine Vorschläge für China akzeptabel sein sollten, weil „ein Land, zwei Systeme“ in der chinesischen Verfassung untergebracht sei. Die staatlichen Medien lehnten diesen Anspruch ab und wiesen darauf hin, dass „ein Land, zwei Systeme“ für das kapitalistische Gesellschaftssystem von Hongkong und Macau entworfen worden sei – etwas, das nie in Tibet existiert haben soll.